# 足立美奈子
足立 美奈子（あだち みなこ）はゲームミュージックの作曲家。かつては株式会社ピュアサウンドに所属していたが、現在はゲームフリークに所属している。

## 人物
ピュアサウンド設立初期から所属しており、社長と共同で作曲を手掛けた。2010年頃からゲームフリークに移籍した。

## 作品

### ゲーム
- スパークワールド（DEN'Z（アイ・ティー・シー）、1995年5月26日、スーパーファミコン）
- 夜光虫（アテナ、1995年6月16日、スーパーファミコン）サウンドオペレート
- 実戦競艇（イマジニア、1995年6月23日、スーパーファミコン）
- ガンガンガンチャン（マジファクト、1995年10月27日、スーパーファミコン）
- ざくろの味（イマジニア、1995年12月22日、スーパーファミコン）音楽
- トレジャーハンターG（スクウェア（開発はスティング）、1996年5月24日、スーパーファミコン）音楽
- SDウルトラバトル ウルトラマン伝説/ウルトラセブン伝説（バンダイ、1996年6月28日、スーパーファミコン）
- 東京SHADOW（タイトー、1996年9月27日）おまけ編の追加曲
- 64大相撲（ボトムアップ、1997年11月28日）
- おねがいモンスター（ボトムアップ、1999年4月9日）
- サモンナイト（バンプレスト、2000年1月6日）
- ダンジョンセイバー（J・ウイング、2000年8月4日）
- インターナショナルサッカー エキサイトステージ2000（エポック社、2000年8月24日）
- 真・女神転生トレーディングカード カードサマナー（アスキー、2001年7月27日）
- ゼルダの伝説 ふしぎの木の実 大地の章（任天堂（開発はカプコン）、2001年2月27日、ゲームボーイカラー）メインコンポーザー
- ゼルダの伝説 ふしぎの木の実 時空の章（任天堂（開発はカプコン）、2001年2月27日、ゲームボーイカラー）メインコンポーザー
- サモンナイト2（バンプレスト、2001年8月2日）
- 携帯電獣テレファング2（スマイルソフト（開発はナツメ）、2002年4月26日、ゲームボーイアドバンス）音楽（水谷郁、渡辺哲存、水谷寿子と共同）
- Riviera 〜約束の地リヴィエラ〜（バンダイ（制作はスティング）、2002年7月12日、WSC）音楽（GBA版 & PSP版で一部作曲、アレンジ）
- サモンナイト クラフトソード物語（バンプレスト（開発はフライト・プラン）、2003年4月25日、ゲームボーイアドバンス）音楽（禎清宏、松岡耕平と共同）
- サモンナイト3（バンプレスト、2003年8月7日）
- BLACK/MATRIX OO（NECインターチャネル、2004年5月13日）
- コロッケ!Great 時空の冒険者（コナミ、2004年12月9日）
- いちご100%ストロベリーダイアリー（トミー、2005年2月10日）
- サモンナイト クラフトソード物語 〜はじまりの石〜（開発はフライト・プラン）、2005年12月8日、ゲームボーイアドバンス）音楽（掛橋誠一、松岡耕平と共同）
- ユグドラ・ユニオン（スティング、2006年3月23日、GBA版）音楽（林茂樹と共同）
- サモンナイト4（バンプレスト、2006年11月30日）
- コロリンパ（ハドソン、2006年12月2日、Wii）
- アヴァロンコード（マーベラスエンターテイメント（開発はマトリックス・ソフトウェア）、2008年11月1日、ニンテンドーDS）（駒形めぐみと共同）
- 勇者30（マーベラスエンターテイメント（開発はオーパススタジオ）、2009年5月28日、PSP）作曲（一部）
- サモンナイトX 〜Tears Crown〜（2009年11月5日）
- ユグドラ・ユニゾン ～聖剣武勇伝～（2009年12月3日）
- ポケットモンスター ブラック・ホワイト（2010年9月18日）（一部、効果音全般）
- リズムハンター ハーモナイト（2012年9月5日）
- ポケットモンスター X・Y（2013年10月12日）
- ポケットモンスター オメガルビー・アルファサファイア（2014年11月21日）
- ポケットモンスター サン・ムーン（2016年11月18日）
- ポケットモンスター ウルトラサン・ウルトラムーン（2017年11月17日）
- ポケットモンスター ソード・シールド（2019年11月15日）

### サウンドトラック
- サモンナイト サウンドトラック
- Riviera 〜約束の地リヴィエラ〜 フルアレンジ・サウンドトラック
- Riviera 〜約束の地リヴィエラ〜 Perfect Audio Collection Plus
- ユグドラ・ユニオン Perfect Audio Collection Plus
- 勇者30奏 Original Soundtrack
- ニンテンドーDS ポケモンブラック2・ホワイト2 スーパーミュージックコンプリート
- ニンテンドー3DS ポケモンX・Y スーパーミュージックコレクション

### ドラマCD
- Riviera 〜約束の地リヴィエラ〜 Drama CD The Precious Chapter
- サモンナイトX 〜Tears Crown〜 暁天の焔 前編
- サモンナイトX 〜Tears Crown〜 暁天の焔 後編

### サンプル曲提供
- AH-Software社製 著作権フリー音楽素材集 ◆Sound PooL vol.8 ～ アニヲン♪ビターPOP ～
- AH-Software社製 著作権フリー音楽素材集 ◆Sound PooL vol.10 ～ あにおん♪スイートPOP ～
- AH-Software社製 著作権フリー音楽素材集 ◆Sound PooL vol.14 ～ ゴシック系J-POP素材集～

## 参考資料
- ニンテンドードリーム2011年01月号(2010年11月21日発売) - 別冊付録にインタビュー掲載あり